# Freyella formosa
Freyella formosa is een achtarmige zeester uit de familie Freyellidae.
De wetenschappelijke naam van de soort werd in 1976 gepubliceerd door Korovchinsky. De beschrijving was gebaseerd op een exemplaar dat was verzameld op een diepte van ongeveer 3855 meter in de Scotiazee tussen de Falklandeilanden, Zuid-Georgia en de Zuidelijke Shetlandeilanden.